# Улица Коновалова (Нижний Новгород)
Улица Конова́лова — улица в Сормовском районе Нижнего Новгорода, соединяет улицу Федосеенко и проспект Кораблестроителей. Находится на территории промышленной зоны 7 микрорайона Сормова.
Названа в честь Дмитрия Петровича Коновалова (1856—1929) — русского, советского химика, метролога, специалиста в области физической химии, термохимии и калориметрии, действительного члена АН СССР.

## Транспорт
Автобусы:
- № 8: Завод «Красное Сормово» — ул. Культуры — ул. Федосеенко — ул. Светлоярская — ул. Культуры — Завод «Красное Сормово»
- № 35: Завод «Красное Сормово» — ул. Культуры — ул. Светлоярская — ул. Федосеенко — ул. Культуры — Завод «Красное Сормово»
- № 57: Ул. Дубравная — ул. Землячки — ул. Новые Пески — ул. Планировочная — пр. Кораблестроителей — ул. Коновалова — ул. Федосеенко — ул. Циолковского — ул. Мирошникова — ул. Чаадаева — ул. Просвещенская — пр. Героев — ш. Московское — ул. С. Акимова — ул. К. Маркса — ТРЦ «Седьмое Небо»
- № т71: Ул. Федосеенко — ул. Коновалова — пр. Кораблестроителей — ул. Старая Канава — ул. Ногина — ул. Коминтерна — ш. Сормовское — ш. Московское — пл. Ленина — Нижне-Волжская набережная — пл. Минина и Пожарского — ул. Варварская — Пл. Свободы

Маршрутное такси: № т55

## Крупные предприятия и организации, находящиеся на улице Коновалова
- Логистический комплекс «Логопром Сормово» — крупнейший в ПФО частный интермодальный логистический комплекс с подразделениями складской, контейнерной, железнодорожной и автомобильной логистики[1] — ул. Коновалова, 6
- Компания «RIDA Security Holding». Производство высокоэффективных средств мобильной и специальной защиты, бронированных автомобилей VIP-класса, бронированных стекол, бронированных окон и бронированных конструкций[2] — ул. Коновалова, 21
- Сыктывкарский фанерный завод, филиал в г. Нижнем Новгороде — ул. Коновалова, 6
- Международная хлебопекарная корпорация, филиал в г. Нижнем Новгороде — производство полуфабрикатов замороженного хлеба[3] — ул. Коновалова, 13
- Складской комплекс ОАО «Металлоптторг»[4] — ул. Коновалова, 4
- Завод по изготовлению гидропневмоагрегатов «Силур»[5] — ул. Коновалова, 5
- ООО «Major Terminal», обособленное подразделение в г. Н. Новгород — предоставление услуг ответственного хранения, ул. Коновалова, 10.

## Конфессиональные сооружения
В 1998 году на улице Коновалова, у центрального входа на Ново-Сормовское кладбище был возведён православный Храм Всех Святых . При церкви имеются воскресная школа и православная классическая гимназия имени святого апостола и евангелиста Иоанна Богослова.

## Ново-Сормовское кладбище
На улице Коновалова расположено Ново-Сормовское кладбище — один из самых крупных некрополей Европы. Кладбище было основано в 1972 году и на сегодняшний день имеет площадь — более 230 га.